# La Secuita
La Secuita és un municipi de la comarca del Tarragonès.

## Geografia
- Llista de topònims de la Secuita (Orografia: muntanyes, serres, collades, indrets..; hidrografia: rius, fonts...; edificis: cases, masies, esglésies, etc).

| Entitat de població | Habitants (2023) |
| la Secuita          | 1.275            |
| Vistabella          | 156              |
| l'Argilaga          | 155              |
| les Gunyoles        | 135              |
| Sant Roc            | 49               |
| Font: Idescat       |                  |

## Demografia
| 1497 f | 1515 f | 1553 f | 1717 | 1787 | 1857 | 1877 | 1887  | 1900 | 1910  |
| ------ | ------ | ------ | ---- | ---- | ---- | ---- | ----- | ---- | ----- |
| 30     | 27     | 30     | 250  | 538  | 967  | 944  | 1.015 | 980  | 1.005 |

| 1920  | 1930  | 1940 | 1950 | 1960 | 1970 | 1981 | 1990  | 1992 | 1994 |
| ----- | ----- | ---- | ---- | ---- | ---- | ---- | ----- | ---- | ---- |
| 1.069 | 1.043 | 931  | 872  | 825  | 733  | 914  | 1.036 | 996  | 996  |

| 1996  | 1998  | 2000  | 2002  | 2004  | 2006  | 2008  | 2010  | 2012  | 2014  |
| ----- | ----- | ----- | ----- | ----- | ----- | ----- | ----- | ----- | ----- |
| 1.069 | 1.091 | 1.131 | 1.175 | 1.165 | 1.269 | 1.466 | 1.547 | 1.607 | 1.665 |

| 2016  | 2018  | 2020  | 2022  | 2024  | 2026 | 2028 | 2030 | 2032 | 2034 |
| ----- | ----- | ----- | ----- | ----- | ---- | ---- | ---- | ---- | ---- |
| 1.692 | 1.697 | 1.708 | 1.765 | 1.828 | -    | -    | -    | -    | -    |

| 1497 | 1515 | 1553 | 1787 | 1887  | 1900 | 1920  | 1950 | 1970 | 2010  | 2024  |
| 30   | 27   | 30   | 538  | 1.015 | 980  | 1.069 | 872  | 733  | 1.547 | 1.828 |

## Política

### Eleccions al Parlament de Catalunya del 2012
| Candidatura | Candidatura   | Cap de llista          | Vots | Regidors | % vots |
| ----------- | ------------- | ---------------------- | ---- | -------- | ------ |
|             | CiU           | Artur Mas              | 260  |          | 30,69  |
|             | ERC           | Oriol Junqueras        | 195  |          | 23,02  |
|             | PPC           | Alicia Sánchez-Camacho | 88   |          | 10,38  |
|             | PSC           | Pere Navarro           | 62   |          | 7,31   |
|             | C's           | Albert Rivera          | 56   |          | 6,61   |
|             | ICV-EUiA      | Joan Herrera           | 54   |          | 6,37   |
|             | CUP           | David Fernández        | 42   |          | 4,95   |
|             | Vots en blanc |                        | 63   |          | 3,69   |
|             | Altres        |                        | 74   |          | 7,31   |
| Total       | Total         | 860                    | 860  |          | 71,13  |

### Eleccions Municipals
Nombre de regidors per partit
| PSC | -  | -  | 3  | 4  | -  | - | 1 | 1 | 1 | - | - | 1 |
| PP | -  | -  | -  | -  | 0  | 0 | 0 | 0 | 0 | 0 | 1 | 0 |
| ERC | -  | -  | -  | -  | 4  | 6 | 5 | 6 | 7 | 8 | 8 | 8 |
| ECP | -  | -  | -  | -  | 1  | - | 0 | 0 | - | - | - | - |
| CiU | -  | 6  | 4  | 4  | 3  | 3 | 3 | 2 | 1 | 1 | - | - |
| Altres | 7a | 1b | 0c | 1d | 1e | - | - | - | - | - | - | - |
| Total | 7  | 7  | 7  | 9  | 9  | 9 | 9 | 9 | 9 | 9 | 9 | 9 |
| a Agrupación Electores; b Grup d'Independents del Municipi de la Secuita; c CDS; d Independents de Vistabella; e Ind. de la Secuita, l'Argilaga, Vistabella i les Gunyoles - FIC; |    |    |    |    |    |   |   |   |   |   |   |   |